# Tacitron
Tacitron to lampa gazowana zbliżona konstrukcyjnie i funkcjonalnie do tyratronu. Zapłon i gaszenie tacitronu (trwające krócej niż tyratronie) odbywa się przy pomocy zmiennego napięcia doprowadzonego do siatki - w tyratronie gaszenie następuje na skutek przerwania obwodu anodowego.  Istotną zaletą tej lampy jest brak zakłóceń wielkiej częstotliwości.